# Eurya patentipila
Eurya patentipila là một loài thực vật có hoa trong họ Pentaphylacaceae. Loài này được Chun mô tả khoa học đầu tiên năm 1934.